# Jakub Świerczok
Jakub Świerczok, né le 28 décembre 1992 à Tychy en Pologne, est un footballeur international polonais qui évolue au poste d'avant-centre à l'Omiya Ardija.

## Biographie

### Carrière en club
Né à Tychy en Pologne, Jakub Świerczok est formé au KS Cracovie, puis au Polonia Bytom, où il commence sa carrière professionnelle.
Le 27 février 2016, il se met en évidence avec le club du Górnik Łęczna, en étant l'auteur d'un triplé en Ekstraklasa lors de la réception du Korona Kielce, permettant à son équipe de s'imposer 3-2.
En juillet 2016, il rejoint le GKS Tychy, club de sa ville natale.
Le 16 juin 2017, est annoncé le transfert de Jakub Świerczok au Zagłębie Lubin, qui prendra effet au 1er juillet 2017.
Avec cette équipe, il s'illustre en inscrivant 16 buts en Ekstraklasa, lors de la première partie de championnat. Il est notamment l'auteur de deux triplés en décembre 2018, lors de la réception du Bruk-Bet Termalica Nieciecza (victoire 4-2), puis lors d'un déplacement sur la pelouse du Pogoń Szczecin, permettant à son équipe d'arracher le match nul (3-3).
À la suite de ses bonnes performances, il s'engage le 19 janvier 2018 avec le club du Ludogorets Razgrad, en Bulgarie. Le 24 mai 2019, il est l'auteur avec cette équipe d'un triplé en championnat, lors de la réception du Tcherno More Varna, permettant à Ludogorets de s'imposer 4-1.
Il participe avec cette équipe à la Ligue Europa. Il dispute les seizièmes de finale de cette compétition en 2018 puis à nouveau en 2020. Le 13 décembre 2018, il inscrit un but en phase de poule, lors de la réception du FC Zurich.
En août 2020, il est prêté au Piast Gliwice. Il inscrit quinze buts en Ekstraklasa lors de la saison 2020-2021, avec notamment quatre doublés.
Le 20 juillet 2021, Jakub Świerczok rejoint le Japon en s'engageant en faveur du Nagoya Grampus.

### En sélection
En novembre 2017, Jakub Świerczok est convoqué pour la première fois avec l'équipe nationale de Pologne par le sélectionneur de Adam Nawałka. Il honore sa première sélection face à l'Uruguay lors d'un match amical. Il entre en jeu à la place de Kamil Wilczek et les deux équipes se neutralisent (0-0).
Le 1er juin 2021, il inscrit son premier but en équipe nationale, lors d'une rencontre amicale face à la Russie, et ce après seulement quatre minutes de jeu (score : 1-1).

## Palmarès
Ludogorets Razgrad
- Championnat de Bulgarie (3) : 
  - Champion : 2017-18, 2018-19 et 2019-20.